# Certosina

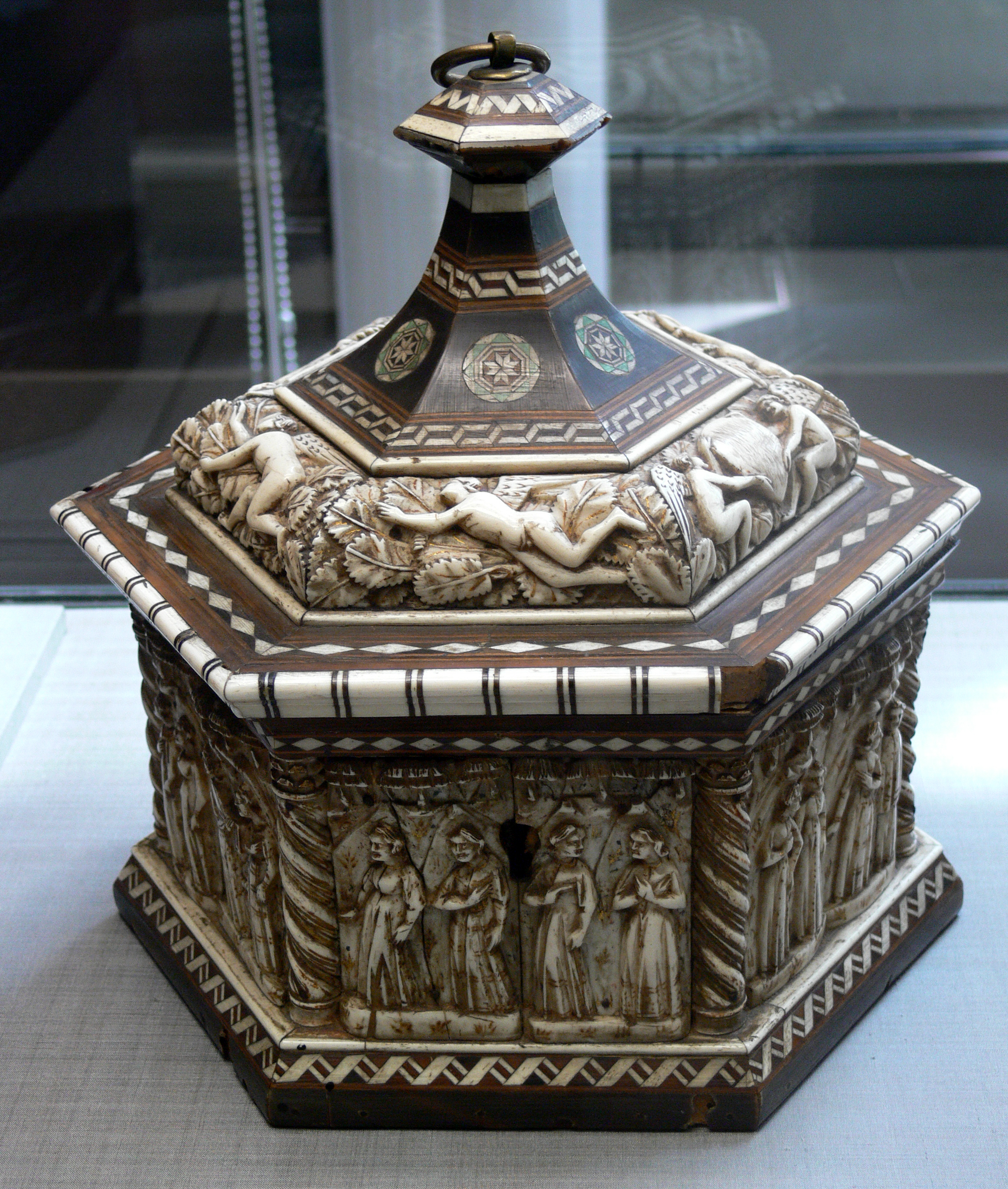
Patrones de certosina alrededor de los paneles de hueso tallado más grandes en un féretro del taller de Embriachi

Certosina es una técnica de arte decorativo de incrustaciones utilizada ampliamente en el período del Renacimiento italiano . Similar a la marquetería, utiliza pequeñas piezas de madera, hueso, eburno, metal o madreperla para crear patrones geométricos con incrustaciones sobre una base de madera. El término proviene de los monasterios cartujos ( Certosa en italiano, Charterhouse en inglés),  probablemente la Certosa di Pavia, donde la técnica fue utilizada en la ornamentación de un retablo por el taller Embriachi .